# Teorema di unicità del limite
Il teorema di unicità del limite è un teorema di matematica, e più precisamente di analisi. Assume forme diverse a seconda dei contesti, ed in ciascuno di questi afferma che non possono esserci due limiti distinti. Si applica soprattutto a successioni e funzioni.

## Successioni

### Enunciato
Il teorema di unicità del limite per le successioni asserisce che
Una successione {\displaystyle \{a_{n}\}} di numeri reali non può avere due limiti distinti.
In altre parole, se la successione ha un limite, questo è unico.

### Dimostrazione
Supponiamo che {\displaystyle l_{1},l_{2}} siano limiti (finiti; in verità, si può facilmente eliminare tale restrizione) della successione {\displaystyle \{a_{n}\}}. Mostreremo che {\displaystyle l_{1}=l_{2}}.
Per la definizione di limite, per ogni {\displaystyle \varepsilon >0} esistono {\displaystyle N_{1}} ed {\displaystyle N_{2}} tali che per ogni {\displaystyle i>N_{1}} è vera {\displaystyle |a_{i}-l_{1}|<\varepsilon }, e per ogni {\displaystyle i>N_{2}} è vera {\displaystyle |a_{i}-l_{2}|<\varepsilon } . Sia {\displaystyle N} il massimo tra {\displaystyle N_{1}} e {\displaystyle N_{2}}. Allora per ogni {\displaystyle i>N} abbiamo
{\displaystyle |l_{1}-l_{2}|\leq |l_{1}-a_{i}|+|a_{i}-l_{2}|<2\varepsilon }
per la disuguaglianza triangolare. Quindi {\displaystyle |l_{1}-l_{2}|<2\varepsilon } per ogni {\displaystyle \varepsilon >0}, e quindi {\displaystyle |l_{1}-l_{2}|=0}. Quindi {\displaystyle l_{1}=l_{2}}.

### Generalizzazioni
Il teorema vale (con analoga dimostrazione) anche per qualsiasi successione di punti in uno spazio metrico. Più in generale, vale in qualsiasi spazio topologico di Hausdorff. 

## Funzioni

### Enunciato
Il teorema di unicità del limite per le funzioni asserisce che
Una funzione {\displaystyle f:X\to \mathbb {R} } definita su un intervallo aperto {\displaystyle X} dei numeri reali non può avere due limiti distinti in un punto {\displaystyle x_{0}} di accumulazione per {\displaystyle X}.
In altre parole, se la funzione ha limite in {\displaystyle x_{0}}, questo è unico.

### Dimostrazione
Supponiamo che {\displaystyle l_{1},l_{2}} siano limiti della funzione in {\displaystyle x_{0}}. Mostreremo che {\displaystyle l_{1}=l_{2}}, ragionando per assurdo e supponendo quindi che {\displaystyle l_{1}} e {\displaystyle l_{2}} siano distinti. Allora esistono due intorni {\displaystyle V_{1}} di {\displaystyle l_{1}} e {\displaystyle V_{2}} di {\displaystyle l_{2}} disgiunti.
Per definizione di limite, esistono due intorni {\displaystyle U_{1}} e {\displaystyle U_{2}} di {\displaystyle x_{0}} per cui vale:
{\displaystyle f(x)} appartiene a {\displaystyle V_{1}} per ogni {\displaystyle x} in {\displaystyle U_{1}\cap X} diverso da {\displaystyle x_{0}},
{\displaystyle f(x)} appartiene a {\displaystyle V_{2}} per ogni {\displaystyle x} in {\displaystyle U_{2}\cap X} diverso da {\displaystyle x_{0}}.
L'insieme {\displaystyle U_{1}\cap U_{2}} è un altro intorno di {\displaystyle x_{0}}, quindi contiene un punto {\displaystyle x} di {\displaystyle X} diverso da {\displaystyle x_{0}} perché 
{\displaystyle x_{0}} è punto di accumulazione per {\displaystyle X}.
Per questo punto, {\displaystyle f(x)} è contemporaneamente in {\displaystyle V_{1}} e {\displaystyle V_{2}}, che però sono disgiunti: questo è assurdo.

### Generalizzazioni
Il teorema vale (con analoga dimostrazione) anche per qualsiasi funzione {\displaystyle f:X\to Y} fra spazi metrici, come ad esempio lo spazio euclideo {\displaystyle \mathbb {R} ^{n}} o un qualsiasi suo sottoinsieme. Più in generale, vale per funzioni fra spazi topologici, con l'ipotesi che il codominio {\displaystyle Y} sia di Hausdorff.

## Osservazione
L'ipotesi nell'enunciato generale che il codominio sia uno spazio di Hausdorff (come {\displaystyle \mathbb {R} ^{n}} con l'usuale topologia euclidea) è la chiave di tutto il teorema. Infatti in uno spazio non di Hausdorff in generale non vale l'unicità del limite. Basti vedere quest'esempio:
Sia {\displaystyle X=\mathbb {R} } con la topologia euclidea, mentre {\displaystyle Y=(\mathbb {R} ,\mathrm {T} )} con la topologia della semicontinuità inferiore, cioè i cui aperti sono le semirette destre; sia {\displaystyle f:X\to Y,f(x)=x^{2}}. Allora la funzione ammette infiniti limiti, in particolare:
{\displaystyle \lim _{x\to 0}f(x)=a}, per ogni {\displaystyle a\leq 0}.
Infatti, scelto un qualsiasi {\displaystyle a\leq 0}, i suoi intorni sono gli insiemi del tipo {\displaystyle [a-r,+\infty )}, con {\displaystyle r} > 0, dunque essi contengono l'immagine di un qualsiasi intorno dello 0 dato secondo la topologia euclidea, cioè degli intervalli {\displaystyle [-\varepsilon ,\varepsilon ]}, restringendo opportunamente il raggio {\displaystyle \varepsilon }.